# Увайс аль-Карани
Увайс ибн Амир аль-Карани (араб. أويس القرني‎; 594, Йемен — 657, Сирия) — йеменский мусульманин, шахид и табиин. Был современником пророка Мухаммеда, но ни разу не видел его.

## Биография
Ещё в детстве потерял отца. Нисба аль-Карани связывает его с каранской подгруппой йеменского племени Мурада. Имя Увайса впервые появляется в работах IX века, Ибн Сад и Ахмада ибн Ханбаля. Он описывается бедным человеком, решившим жить в одиночестве. После знакомства с Али ибн Абу Талибом переехал в Куфу. Ибн Баттута пишет, что Карани умер в Сиффинской битве, сражаясь в рядах Али.
Пророк Мухаммад предположительно предсказал, что Увайс придет к Умару ибн аль-Хаттабу, и сказал, что Увайс был и его другом (халилом) в мусульманской общине, и лучшим человеком в поколении после него. Эти изречения породили последующие сказания об Увайсе, подробно изложенную в Тазкират аль-авлия Аттара (ум. 1221). В суфийской традиции упоминается духовная связь что Мухаммадом и Увайсом. Таким образом, Увайс — очень уважаемая фигура в суфизме и в народном исламе, с гробницами в разных местах, особенно в аль-Ракке в Сирии, недалеко от Хивы в современном Узбекистане, а также в Ховалинге - Ховалингский район Таджикистана.
В 1988 году в Ракке при могиле Увайса в городе Ракка в Сирии был построен комплекс для паломников, на открытии которого присутствовали лидеры Ирана и Сирии. 23 июня 2014 года его гробница была взорвана бойцами ИГИЛ, как шиитская святыня..
Увайс аль-Карани (Султан Ваис) очень почитается также в государствах Средней Азии — Узбекистане, Таджикистане, Казахстане. О нём ходят многочисленные легенды, связывающие его с местными землями (тогдашним Хорезмом). Он представляется в виде подвижника, совершавшего иррациональные религиозные подвиги, который ходил едва прикрытый и кричал «Ху» («Он»), но его молитвы чудесным образом доходили до Аллаха. По одной из легенд халиф подарил ему одежду, он взял камень и стал колотить себе голову, требуя от Аллаха отдать ему хотя бы часть душ грешников. По другой легенде, когда Пророк потерял зуб, он от горя выбил себе все 32 зуба. Когда он умер, семь падишахов спорили, где он должен быть похоронен, и выставили семь гробов, но он оказался в каждом из них, и теперь у него семь мазаров, в частности в Берунийском районе Республики Каракалпакстан. Он считается также покровителем погонщиков верблюдов.